# Insel-Hotel (Heilbronn)

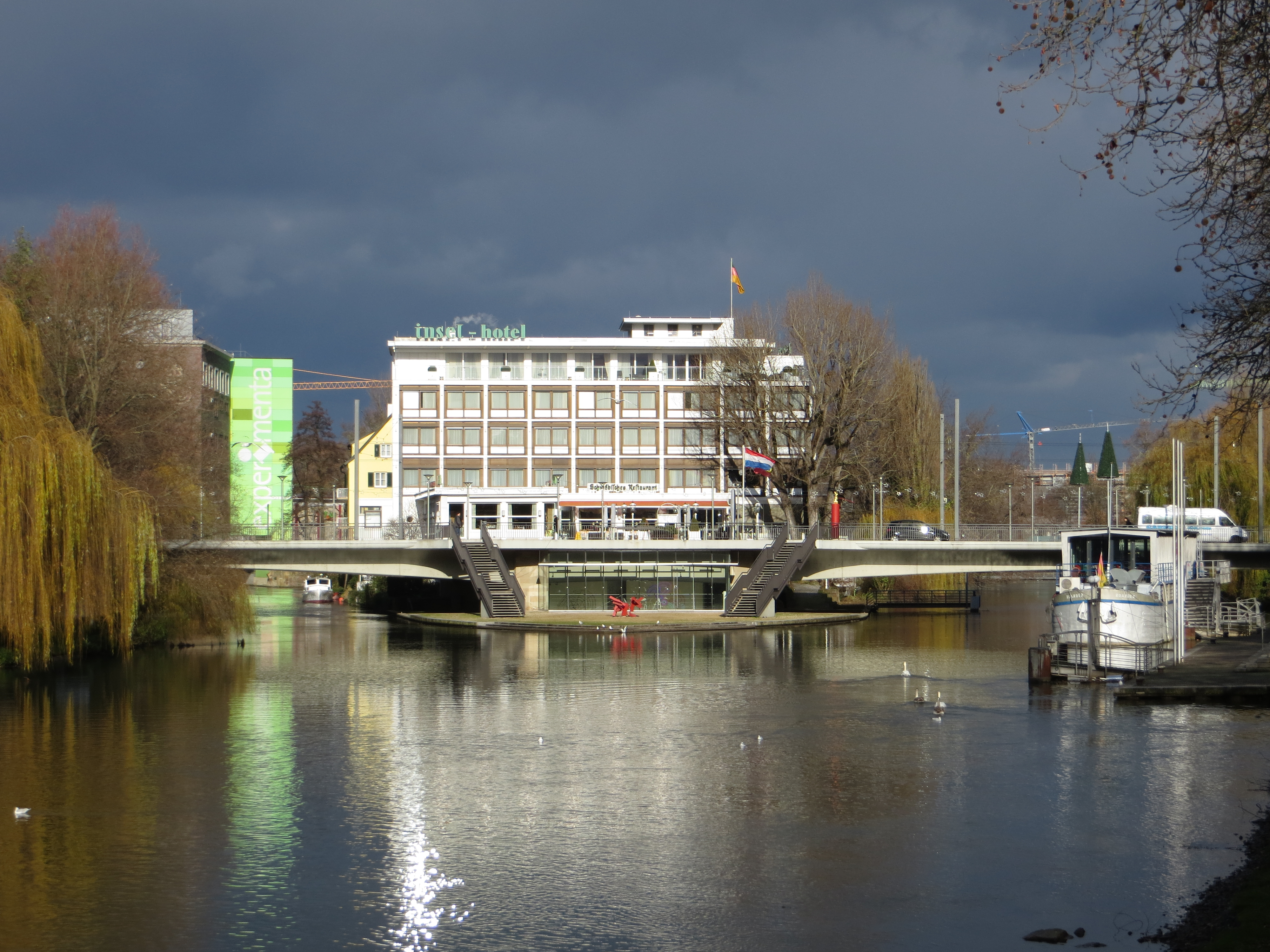
Das Insel-Hotel in Heilbronn

Das Insel-Hotel in Heilbronn wurde von 1952 bis 1959 nach Plänen von Kurt Marohn auf der für die Stadt historisch bedeutsamen Neckarinsel Hefenweiler errichtet. Neben dem Wohnhaus Hefenweiler 17 und einer Galerie bildet das Hotel heute die einzige Bebauung der Insel. Das Haus steht in der Nachfolge des Hotels Royal und hatte bereits zahlreiche prominente Gäste. Die Verbindungsbrücke zwischen Hefenweiler und Kraneninsel wurde 2005 nach dem Insel-Hotelier Willy Mayer benannt und gibt dem Hotel seitdem seine Adresse.

## Geschichte
Die Neckarinsel Hefenweiler entstand als wichtigste von mehreren künstlichen Inseln nach dem Neckarprivileg von 1333, das es der Stadt erlaubte, den Lauf des Neckars so zu verändern, wie es ihr nütze. Auf der westlich außerhalb der mittelalterlichen Stadtmauern gelegenen Insel siedelten sich ab dem ersten Drittel des 15. Jahrhunderts zahlreiche Mühlen an, von denen später die Industrialisierung der Stadt ausging. An der Stelle des Inselhotels befanden sich einst die städtische Lohmühle, die städtische Schleif- und Hammermühle sowie die städtische Poliermühle, die im Zuge der Industrialisierung entweder von der Bleiweißfabrik G. F. Rund weiterbetrieben oder mit neuen Gebäuden dieser Fabrik überbaut wurden. Durch die im 19. Jahrhundert entstandene Bahnhofsvorstadt und die Hafenanlagen war die Insel schließlich auf beiden Seiten des Neckars von städtischer Bebauung umgeben. Die heutige Brückensituation mit einer über die Südspitze der Insel geführten Neckarbrücke entstand 1867 mit dem Bau einer neuen Neckarbrücke an der Stelle der heutigen Friedrich-Ebert-Brücke. Die Insel war bis zum Zweiten Weltkrieg dicht mit Industriebauten bebaut, die dann dem Luftangriff vom 4. Dezember 1944 zum Opfer fielen.
Der Hotelier Willy Mayer (1907–1978) stammte aus einer Heilbronner Gastwirtsfamilie, war als junger Mann mit seinem Bruder in Südamerika tätig und übernahm 1933 das Hotel Royal am Heilbronner Bahnhofsplatz. Auch dieses Hotel wurde im Zweiten Weltkrieg weitgehend zerstört. Mayer ließ es gleich nach dem Krieg notdürftig wiederherstellen und nahm schon 1945 wieder den Betrieb auf. 1948 erwarb er ein Grundstück auf dem Hefenweiler. Gemeinsam mit dem befreundeten Architekten Kurt Marohn (1902–1980) reiften dann die Pläne für ein Hotel auf der Insel. Die Grundsteinlegung erfolgte am 9. Mai 1952. Noch im November desselben Jahres eröffnete das Café, 1954 folgte das Restaurant und 1959 schließlich das Hotel. Gleichzeitig erbaute Architekt Marohn in jenen Jahren des Wiederaufbaus in Heilbronn noch die städtische Festhalle Harmonie und verschiedene weitere Gebäude. Mit der Einweihung des Insel-Hotels gab Willy Mayer den Betrieb am Bahnhofsplatz auf, das ehemalige Hotel Royal wurde bis 1960 abgerissen.

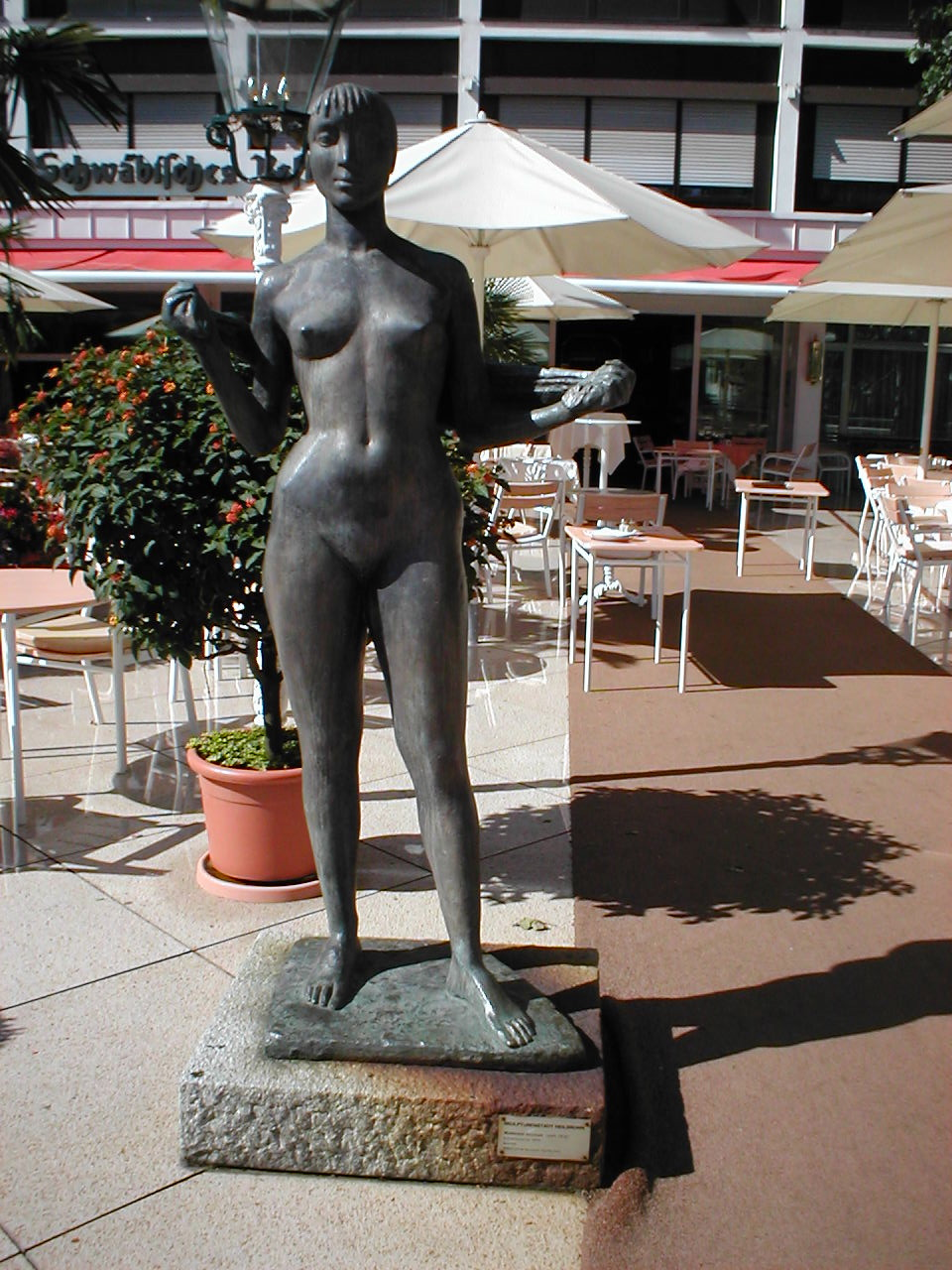
Die Schwimmerin von Waldemar Grzimek vor dem Hotel

Das Insel-Hotel nimmt bis in die Gegenwart eine herausragende Bedeutung unter den Heilbronner Hotels ein. Praktisch alle bedeutenden Besucher der Stadt und viele in der Stadt gastierenden Weltstars waren dort einquartiert. Zu den Gästen des Hauses zählten u. a. Willy Brandt, Helmut Schmidt, Hermann Prey, Hans Albers, Zarah Leander, Marika Rökk, Maria Schell, Lilo Pulver, Lale Andersen, Salvatore Adamo, Lilo Pulver, Udo Jürgens, Daliah Lavi und Sepp Herberger. Der Künstler A. W. Sauter gestaltete die frühen Speisekarten. Die Räumlichkeiten des Hotels bildeten auch oft die Kulisse für gesellschaftliche Anlässe. So fand am 31. Oktober 1980 ein Stehempfang aus Anlass des 65. Geburtstags von Oberbürgermeister Hans Hoffmann im Hotel statt, und am 15. Juni 1988 feierte auf der Dachterrasse die Buchhandlung Fr. Stritter ihr 300-jähriges Jubiläum, das gleichzeitig zum letzten öffentlichen Auftritt des städtischen Bibliotheksdirektors Hans Ulrich Eberle wurde.
Hotelier Mayer übergab das Haus 1965 an seinen Sohn Hans Georg Mayer (* 1937), der von 1990 bis 1997 Erster Vorsitzender des Heilbronner Verkehrsvereins war und seitdem dessen Ehrenvorsitzender ist. Hans Georg Mayer ließ das Haus 1970 bis 1972 modernisieren und erweitern. 1985 wurde ein Hallenschwimmbad angebaut. Hans Georg Mayer gab das Hotel 2007 an seine Töchter Stephanie Landerer und Patricia Mayer ab, die es heute führen. Das Verhältnis zwischen der Stadt und der Hoteliersfamilie war nicht immer einfach, zumal es wegen der Anbindung des Hotels an die Friedrich-Ebert-Brücke und wegen des Zukaufs von weiteren Grundstücken auf dem Hefenweiler für die Erweiterung des Hotels vieles abzustimmen gab und man sich nicht immer einig wurde.
Zu Fuß erfolgt der Hauptzugang zum Hotel über die Friedrich-Ebert-Brücke, die baulich mit dem Hotel verbunden ist. Dort ist vor dem Hotel die bronzene Schwimmerin von Waldemar Grzimek (1959) aufgestellt. Die Zufahrt mit dem PKW erfolgt über eine Verbindungsbrücke zwischen der Kraneninsel und dem Hefenweiler, die 2005 nach dem Hotelgründer Willy Mayer benannt wurde. Seitdem trägt das Hotel statt seiner alten Adresse Hefenweiler 1 die Adresse dieser Brücke: Willy-Mayer-Brücke.